# All-Ireland Senior Football Championship 1922
L'All-Ireland Senior Football Championship 1922 fu l'edizione numero 36 del principale torneo di calcio gaelico irlandese. Dublino batté in finale Galway ottenendo il tredicesimo trionfo della sua storia. I tornei provinciali si disputarono nel 1922, la fase finale nel 1923.

## All-Ireland Series
Il Connacht Senior Football Championship non fu finito in tempo, pertanto fu scelta come squadra rappresentante Sligo GAA. In seguito però Galway vinse il torneo e prese il posto dei bianco-neri.

## Semifinali
| Dundalk 15 luglio 1923 | Dublino | 2-05 – 0-00 | Monaghan |  |

| Dublino 9 settembre 1923 | Galway | 1-08 – 0-07 | Monaghan | Croke Park |

### Finale
| Dublino 7 ottobre 1923 | Dublino | 0-06 – 0-04 | Galway | Croke Park (11792 spett.) |